# Billy Cranston
Pour les articles homonymes, voir Cranston (homonymie).
William « Billy » Cranston est un personnage de fiction de la franchise Power Rangers. Il est apparu pour la première fois en tant que personnage principal dans la série Power Rangers : Mighty Morphin où il est incarné par David Yost (en). L'acteur reprendra le rôle dans les autres séries de la franchise. Dans le reboot cinématographique Power Rangers (2017), le rôle est repris par RJ Cyler.

## Biographie fictive

### Power Rangers: Mighty Morphin
Billy est un lycéen d'Angel Grove en Californie. Si ses amis Jason, Zack, Trini et Kimberly sont plutôt sportifs, Billy est plus à l'aise avec le milieu scientifique. Ils sont tous les cinq téléportés dans un centre de commande. Ils y font la connaissance de Zordon et du robot Alpha 5. Ils découvrent qu'ils ont été sélectionnés pour devenir les Power Rangers, cinq soldats dont la mission est de défendre la Terre et de la méchante Rita Repulsa, une sorcière emprisonnée depuis 10 000 ans.
Billy devient alors le Ranger bleu. Son Zord (robot métallique de combat des Rangers) est inspiré d'un Triceratops, tout comme son médaillon de transmutation. Billy et ses amis vont alors mener de nombreuses batailles contre Rita et ses sbires, notamment le terrible Goldar,.
Les Rangers croisent ensuite la route de Tommy Oliver, lors d'un combat très disputé dans un tournoi d'arts martiaux. Les deux adolescents deviennent cependant amis. Tommy est aussi accueilli par les autres de la bande. Mais Rita prend possession de l'esprit de Tommy et le transforme en un être maléfique, le Ranger vert. Il affronte alors les Rangers. Finalement, Tommy parviendra à se libérer de l'emprise de Rita. Il conservera cependant ses pouvoirs du Ranger vert et sera intégré aux autres Rangers.
Peu après, il est révélé que Billy souffre d'ichthyophobie, la peur des poissons, depuis son enfance. Rita Repulsa utilisera cette phobie contre lui.
Billy se voit donner de nouveaux pouvoirs par Ninjor, le créateur des cinq médaillons orifinaux des Power Rangers. Il reçoit alors le médaillon du loup et devient le Ninja Ranger bleu.

### Alien Rangers
Billy est rajeuni et plus tard il est le premier à être vieilli, avant les autres rangers.

### Power Rangers: Zeo
De retour de la planète Aquitar, Billy décide de ne plus être un ranger et de rester au centre de commande afin d'aider Zordon et Alpha à créer les Zords et développer les pouvoirs des Power Rangers Zeo. La tentative de transfert du pouvoir de ranger doré est bien essayer sur lui mais cela ne marche pas. Son travail auprès des Aquitariens l'a fait mûrir, il est d'un grand secours aux Rangers comme avant. Il va avoir des problèmes de vieillesse qui se rétabliront sur Aquitar, où il restera vivre définitivement avec la femme de sa vie, Cestria.

### Version alternative

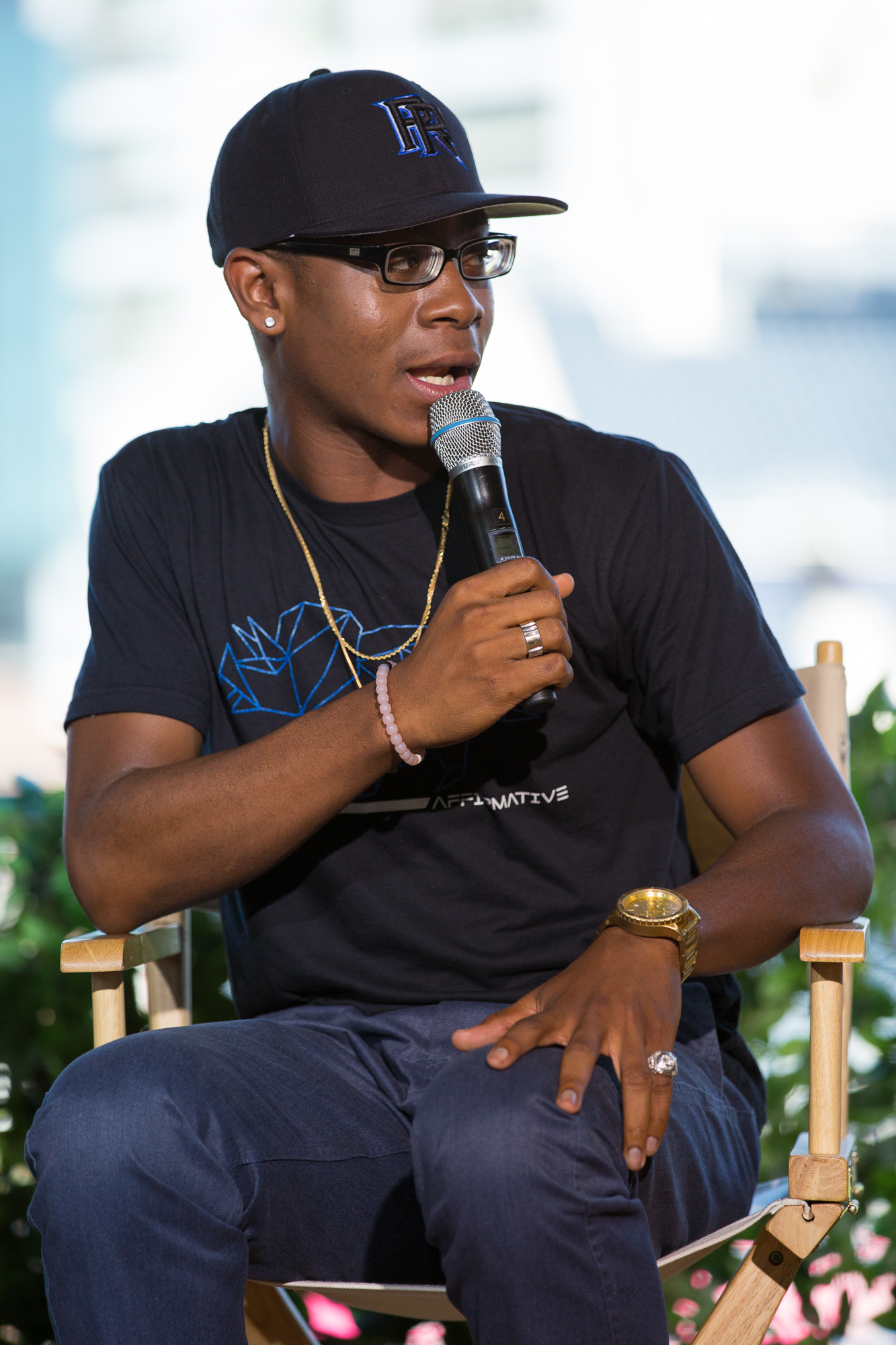
RJ Cyler interprète Billy dans le film de 2017

Dans le film de 2017, Billy est un jeune Afro-Américain avec un trouble du spectre de l'autisme. C'est un génie qui invente tout un tas de choses. Il vit seul avec sa mère, depuis le décès de son père avec lequel il partageait plusieurs passions. Billy est collé en retenue au lycée pour avoir faire exploser son casier. Il y fait la connaissance de Jason Scott, ancienne gloire locale de football. Jason prend sa défense lorsqu'un élève provoque et embête Billy. En retenue, ils font aussi la connaissance de Kimberly Hart, une jeune fille assez perturbée par une altercation avec son ex petit-ami. En sortant de retenue, Billy demande à Jason de l'accompagner le soir même près d'une mine. Le soir, Billy parvient donc à embarquer Jason là-bas, mais ce dernier ne souhaite pas rester et s'éloigne. Non loin de là, il tombe sur Kimberly, qui plonge seule d'une falaise. Pendant ce temps, Billy provoque une énorme explosion. Jason et Kimberly courent vers lui et découvrent une étrange paroi en verre. Les trois jeunes gens sont alors rejoints par Zack Taylor et la mystérieuse Trini Kwan. Ensemble, ils découvrent dans la roche cinq pierres, de cinq couleurs différentes. Ils en prennent chacun un : rouge pour Jason, rose pour Kimberly, jaune pour Trini, bleu pour Billy et noir pour Zack. Cela les mène ensuite au cœur d'un immense vaisseau spatial. Il y font la connaissance du robot Alpha 5 et surtout de Zordon, l'ancien Ranger rouge et chef des Power Rangers, désormais coincé dans une autre dimension. Zordon apprend aux adolescents qu'ils ont été choisis pour reprendre le flambeau des Power Rangers. La menace plane sur la ville d'Angel Grove, depuis le retour de Rita Repulsa, l'ancienne Ranger vert qui a jadis trahi Zordon et ses coéquipiers. Après un entrainement aussi long que laborieux, les jeunes gens parviennent enfin à devenir des Power Rangers. Ils devront unir leurs forces pour vaincre Rita. Billy est exécuté par Rita. Mais Zordon se sacrifie et utilise le cristal Zeo pour le ramener à la vie.

## Origine du nom
Billy Cranston serait ainsi nommé d'après l'acteur Bryan Cranston, qui a prêté sa voix brièvement à plusieurs personnages de la série Power Rangers : Mighty Morphin avant d'incarner Zordon dans le film de 2017.